# 아시리아 신아람어
아시리아 신아람어(Assyrian Neo-Aramaic) 또는 수레트어(고대 시리아어: ܣܘܪܝܬ, Suret)는 메소포타미아 지역의 기독교도 공동체인 아시리아인들 사이에서 사용되는 신아람어 방언군이다. 간단히 아시리아어라고도 한다. 본래 아시리아 제국 후기에 아카드어를 대체하고 공용어로 사용되던 고대 아람어에서 유래하였으나, 이후 시리아 기독교의 전례 언어인 시리아어(중세 아람어의 에데사 방언)의 영향을 크게 받아 오늘날의 신아람어가 형성되었다.
더 큰 분류로는 북동부 신아람어의 일종으로, SIL 에스놀로그의 분류에 따르면 수레트어는 아시리아 신아람어와 칼데아 신아람어로 양분되며, 이외에 유대 아람어 제 방언이나 보흐탄 신아람어, 헤르테빈 신아람어 등이 북동부 신아람어군에 속한다. 또다른 주요 신아람어인 투로요어는 계통상 북동부가 아닌 중앙 신아람어에 속한다. 투로요어와의 상호 이해도는 단편적이고 비대칭적이나 서면 대화는 비교적 원활하다.
표기는 주로 시리아 문자의 동부 변형인 스와다야(Swāḏāyā) 문자 체계로 이루어진다.

## 같이 보기
- 투로요어
- 시리아어